# Odontites rigidifolia
Odontites rigidifolia är en snyltrotsväxtart som först beskrevs av Antonius de Bivona-Bernardi, och fick sitt nu gällande namn av George Bentham. Odontites rigidifolia ingår i släktet rödtoppor, och familjen snyltrotsväxter. Inga underarter finns listade i Catalogue of Life.